# Karla Delago
Karla Delago (nacida el 8 de febrero de 1965) es una ex corredora de esquí alpino de la Copa del Mundo de Italia y se especializa en pruebas de velocidad, ganadora de seis títulos italianos en sólo cuatro años en los que compitió.

## Carrera
La carrera de Karla Delago comenzó en 1983-84 a la edad de 18 años cuando debutó en la copa del mundo puntuando (es decir, clasificada entre los 15 primeros), 17 veces en sólo 18 carreras. Sin embargo, tras una lesión que sufrió en el verano de 1987, nunca volvió a competir, justo cuando había obtenido la clasificación para los Juegos Olímpicos de Calgary 1988. Por lo tanto, su muy prometedora carrera terminó definitivamente prematuramente con sólo 22 años.

## Familia
Cuatro esquiadores alpinos de la familia Delago han participado en competiciones de Copa del Mundo y Campeonatos del Mundo. Los hermanos Oskar (nacido en 1963) y Karla Delago (nacida en 1965), especialistas en pruebas de velocidad en los años 1980 y sus dos nietas, Nicol (nacida en 1996) y Nadia (nacida en 1997), activas en los años 2010.